# Marc Furi Lusc
Marc Furi Lusc (llatí: Marcus Furius Luscus) va ser un magistrat romà del segle ii aC. Formava part de la gens Fúria, una gens romana molt antiga.
Va ser edil plebeu l'any 187 aC juntament amb Gai Semproni Bles i va organitzar per segona vegada els Ludi Plebeii (Jocs plebeus).